# Benjamin Uphoff
Benjamin Uphoff, né le 8 août 1993 à Burghausen, est un footballeur allemand. Il joue au poste de gardien de but au Hansa Rostock.

## Biographie
Benjamin Uphoff naît le 8 août 1993 à Burghausen. Il joue pour les équipes juniors du Wacker Burghausen avant de s’engager, en 2011, avec la deuxième équipe du 1. FC Nuremberg. Il joue alors en Regionalliga et profite des blessures de Raphael Schäfer et Patrick Rakovsky pour s’entraîner avec l’équipe première du club bavarois et s’assoir sur le banc lors des matchs de Bundesliga. En 2013, Uphoff est nommé troisième gardien de Nuremberg et continue de jouer avec la deuxième équipe en quatrième division.
En août 2014, il est prêté pour une saison à la deuxième équipe du VfB Stuttgart, qui évolue en 3. Liga. Après un court retour à Nuremberg à l’été 2015, il retourne dans l’équipe réserve de Stuttgart, où il est cette fois-ci transféré.
Après deux saisons en troisième et quatrième division allemande avec Stuttgart, Uphoff est transféré au Karlsruher SC, qui milite en 3. Liga. Grâce à ses performances en préparation, il déloge Dirk Orlishausen du poste de titulaire Après avoir manqué la promotion en 2. Bundesliga en barrage lors de la saison 2017-2018, Uphoff et Karlsruhe fête une montée directe au terme de la saison 2018-2019. Après une saison en deuxième division, Uphoff décide de quitter Karlsruhe et s’engage, en août 2020, au SC Fribourg où il est appelé à devenir la doublure de Mark Flekken à la suite du départ d’Alexander Schwolow.

## Statistiques
| Saison                | Club                    | Championnat           | Championnat | Championnat | Coupe(s) nationale(s) | Coupe(s) nationale(s) | Coupe régionale | Coupe régionale | Total | Total |
| Saison                | Club                    | Division              | M.          | B.          | M.                    | B.                    | M.              | B.              | M.    | B.    |
| 2011-2012             | 1. FC Nuremberg II      | Regionalliga Süd      | 11          | 0           | -                     | -                     | -               | -               | 11    | 0     |
| 2012-2013             | 1. FC Nuremberg II      | Regionalliga Bayern   | 20          | 0           | -                     | -                     | -               | -               | 20    | 0     |
| 2013-2014             | 1. FC Nuremberg II      | Regionalliga Bayern   | 19          | 0           | -                     | -                     | -               | -               | 19    | 0     |
| 2014-2015             | 1. FC Nuremberg II      | Regionalliga Bayern   | 6           | 0           | -                     | -                     | -               | -               | 6     | 0     |
| 2014-2015             | VfB Stuttgart II (prêt) | 3. Liga               | 7           | 0           | -                     | -                     | -               | -               | 7     | 0     |
| 2015-2016             | 1. FC Nuremberg II      | Regionalliga Bayern   | 7           | 0           | -                     | -                     | -               | -               | 7     | 0     |
| Sous-total            | Sous-total              | Sous-total            | 70          | 0           | -                     | -                     | -               | -               | 70    | 0     |
| 2015-2016             | VfB Stuttgart II        | 3. Liga               | 25          | 0           | -                     | -                     | -               | -               | 25    | 0     |
| 2016-2017             | VfB Stuttgart II        | Regionalliga Südwest  | 18          | 0           | -                     | -                     | -               | -               | 18    | 0     |
| Sous-total            | Sous-total              | Sous-total            | 43          | 0           | -                     | -                     | -               | -               | 43    | 0     |
| 2017-2018             | Karlsruher SC           | 3. Liga               | 39          | 0           | 1                     | 0                     | 1               | 0               | 41    | 0     |
| 2018-2019             | Karlsruher SC           | 3. Liga               | 37          | 0           | 1                     | 0                     | 2               | 0               | 40    | 0     |
| 2019-2020             | Karlsruher SC           | 2. Bundesliga         | 34          | 0           | 1                     | 0                     | -               | -               | 35    | 0     |
| Sous-total            | Sous-total              | Sous-total            | 110         | 0           | 3                     | 0                     | 3               | 0               | 116   | 0     |
| 2020-2021             | SC Fribourg             | Bundesliga            | 0           | 0           | 2                     | 0                     | -               | -               | 2     | 0     |
| 2021-2022             | SC Fribourg             | Bundesliga            | 2           | 0           | 1                     | 0                     | -               | -               | 3     | 0     |
| Sous-total            | Sous-total              | Sous-total            | 2           | 0           | 3                     | 0                     | -               | -               | 5     | 0     |
| Total sur la carrière | Total sur la carrière   | Total sur la carrière | 225         | 0           | 6                     | 0                     | 3               | 0               | 234   | 0     |